# Fashion Café
O Fashion Café foi uma rede de restaurantes aberta pelas supermodelos Claudia Schiffer, Naomi Campbell e Elle Macpherson na década de 1990, seguindo os rumos do Planet Hollywood, uma renomada rede de restaurantes americana de propriedade de estrelas do cinema americano. Teve unidades em Barcelona, Nova Orleans, Londres, Nova Iorque entre outras cidades do mundo.
O Fashion Cafe funcionou pouco tempo, e teve um final triste envolvido em escândalos do seu presidente e co-fundador Tommaso Buti, um italiano, casado com a modelo tcheca Daniela Pestova, que o havia aprsentado às supermodelos para a proposta de abertura da rede de restaurantes FASHION CAFE. Dentre os escândalos de Tomasso Buti estão acusações de uso ilegal de grampo telefônico, transporte de mercadorias roubadas e lavagem de dinheiro. Tommaso Buti foi preso na Itália depois de fugir dos Estados Unidos. Buti teria desviado dinheiro da rede de restaurantes e adquirido alguns imóveis nos Estados Unidos e Europa, além de iniciar uma coleção de automóveis, dentre eles uma Ferrari, um Porsche e um Rolls-Royce.
Fontes:
SENGUPTA, Kim. Fashion Café owner embezzled  ‘£ 7m’. The Independent, London, Saturday, 23 september, 2000. Disponível em http://www.independent.co.uk/news/world/europe/fashion-cafe-owner-embezzled-pound7m-627388.html. Acesso em 07 de fevereiro de 2009.
WILLCOCK, John. Fashion Cafe fails to survive on a low-capital diet and goes bust. The Independent, London, Oct. 21, 1998. Disponível em http://findarticles.com/p/articles/mi_qn4158/is_19981021/ai_n14200212. Acesso em 07 de fevereiro de 2009.